# Brani musicali al numero uno in Italia (2024)
La presente lista elenca le canzoni che hanno raggiunto la prima posizione nella classifica settimanale italiana Top Singoli, stilata durante il 2024 dalla Federazione Industria Musicale Italiana, in collaborazione con la GfK Retail and Technology Italia.

## Classifica
| Settimana | Settimana    | Settimana    | Brano                           | Artista                                    | Tot. sett. #1 | Fonti  |
| n°        | Inizio       | Fine         | Brano                           | Artista                                    | Tot. sett. #1 | Fonti  |
| --------- | ------------ | ------------ | ------------------------------- | ------------------------------------------ | ------------- | ------ |
| 1         | 29 dicembre  | 4 gennaio    | Moneylove                       | Massimo Pericolo feat. Emis Killa          | 4             | [ 1 ]  |
| 2         | 5 gennaio    | 11 gennaio   | Everyday                        | Takagi & Ketra feat. Shiva, Anna e Geolier | 6             | [ 2 ]  |
| 3         | 12 gennaio   | 18 gennaio   | Nato per questo                 | Club Dogo e Marracash                      | 2             | [ 3 ]  |
| 4         | 19 gennaio   | 25 gennaio   | Nato per questo                 | Club Dogo e Marracash                      | 2             | [ 4 ]  |
| 5         | 26 gennaio   | 1º febbraio  | Moon                            | Ava feat. Capo Plaza e Tony Boy            | 1             | [ 5 ]  |
| 6         | 2 febbraio   | 8 febbraio   | I p' me, tu p' te               | Geolier                                    | 1             | [ 6 ]  |
| 7         | 9 febbraio   | 15 febbraio  | Tuta gold                       | Mahmood                                    | 3             | [ 7 ]  |
| 8         | 16 febbraio  | 22 febbraio  | Tuta gold                       | Mahmood                                    | 3             | [ 8 ]  |
| 9         | 23 febbraio  | 29 febbraio  | Tuta gold                       | Mahmood                                    | 3             | [ 9 ]  |
| 10        | 1º marzo     | 7 marzo      | 100 messaggi                    | Lazza                                      | 3             | [ 10 ] |
| 11        | 8 marzo      | 14 marzo     | 100 messaggi                    | Lazza                                      | 3             | [ 11 ] |
| 12        | 15 marzo     | 21 marzo     | 100 messaggi                    | Lazza                                      | 3             | [ 12 ] |
| 13        | 22 marzo     | 28 marzo     | L'ultima poesia                 | Geolier e Ultimo                           | 3             | [ 13 ] |
| 14        | 29 marzo     | 4 aprile     | Come un tuono                   | Rose Villain feat. Guè                     | 6             | [ 14 ] |
| 15        | 5 aprile     | 11 aprile    | L'ultima poesia                 | Geolier e Ultimo                           | 3             | [ 15 ] |
| 16        | 12 aprile    | 18 aprile    | L'ultima poesia                 | Geolier e Ultimo                           | 3             | [ 16 ] |
| 17        | 19 aprile    | 25 aprile    | Come un tuono                   | Rose Villain feat. Guè                     | 6             | [ 17 ] |
| 18        | 26 aprile    | 2 maggio     | Come un tuono                   | Rose Villain feat. Guè                     | 6             | [ 18 ] |
| 19        | 3 maggio     | 9 maggio     | Come un tuono                   | Rose Villain feat. Guè                     | 6             | [ 19 ] |
| 20        | 10 maggio    | 16 maggio    | Come un tuono                   | Rose Villain feat. Guè                     | 6             | [ 20 ] |
| 21        | 17 maggio    | 23 maggio    | Come un tuono                   | Rose Villain feat. Guè                     | 6             | [ 21 ] |
| 22        | 24 maggio    | 30 maggio    | Beatrice                        | Tedua feat. Annalisa                       | 1             | [ 22 ] |
| 23        | 31 maggio    | 6 giugno     | Sesso e samba                   | Tony Effe e Gaia                           | 12            | [ 23 ] |
| 24        | 7 giugno     | 13 giugno    | Sesso e samba                   | Tony Effe e Gaia                           | 12            | [ 24 ] |
| 25        | 14 giugno    | 20 giugno    | Sesso e samba                   | Tony Effe e Gaia                           | 12            | [ 25 ] |
| 26        | 21 giugno    | 27 giugno    | Sesso e samba                   | Tony Effe e Gaia                           | 12            | [ 26 ] |
| 27        | 28 giugno    | 4 luglio     | Sesso e samba                   | Tony Effe e Gaia                           | 12            | [ 27 ] |
| 28        | 5 luglio     | 11 luglio    | Sesso e samba                   | Tony Effe e Gaia                           | 12            | [ 28 ] |
| 29        | 12 luglio    | 18 luglio    | Sesso e samba                   | Tony Effe e Gaia                           | 12            | [ 29 ] |
| 30        | 19 luglio    | 25 luglio    | Sesso e samba                   | Tony Effe e Gaia                           | 12            | [ 30 ] |
| 31        | 26 luglio    | 1 agosto     | Sesso e samba                   | Tony Effe e Gaia                           | 12            | [ 31 ] |
| 32        | 2 agosto     | 8 agosto     | Sesso e samba                   | Tony Effe e Gaia                           | 12            | [ 32 ] |
| 33        | 9 agosto     | 15 agosto    | Sesso e samba                   | Tony Effe e Gaia                           | 12            | [ 33 ] |
| 34        | 16 agosto    | 22 agosto    | Sesso e samba                   | Tony Effe e Gaia                           | 12            | [ 34 ] |
| 35        | 23 agosto    | 29 agosto    | 30°C                            | Anna                                       | 2             | [ 35 ] |
| 36        | 30 agosto    | 5 settembre  | 30°C                            | Anna                                       | 2             | [ 36 ] |
| 37        | 6 settembre  | 12 settembre | Gotham                          | Shiva feat. Kid Yugi                       | 1             | [ 37 ] |
| 38        | 13 settembre | 19 settembre | Zeri in più (Locura)            | Lazza feat. Laura Pausini                  | 1             | [ 38 ] |
| 39        | 20 settembre | 26 settembre | Fentanyl                        | Lazza feat. Sfera Ebbasta                  | 1             | [ 39 ] |
| 40        | 27 settembre | 3 ottobre    | Per due come noi                | Olly, Angelina Mango e Jvli                | 7             | [ 40 ] |
| 41        | 4 ottobre    | 10 ottobre   | Per due come noi                | Olly, Angelina Mango e Jvli                | 7             | [ 41 ] |
| 42        | 11 ottobre   | 17 ottobre   | Per due come noi                | Olly, Angelina Mango e Jvli                | 7             | [ 42 ] |
| 43        | 18 ottobre   | 24 ottobre   | Per due come noi                | Olly, Angelina Mango e Jvli                | 7             | [ 43 ] |
| 44        | 25 ottobre   | 31 ottobre   | Per due come noi                | Olly, Angelina Mango e Jvli                | 7             | [ 44 ] |
| 45        | 1 novembre   | 7 novembre   | Per due come noi                | Olly, Angelina Mango e Jvli                | 7             | [ 45 ] |
| 46        | 8 novembre   | 14 novembre  | Per due come noi                | Olly, Angelina Mango e Jvli                | 7             | [ 46 ] |
| 47        | 15 novembre  | 21 novembre  | Islanda                         | Pinguini Tattici Nucleari                  | 3             | [ 47 ] |
| 48        | 22 novembre  | 28 novembre  | Islanda                         | Pinguini Tattici Nucleari                  | 3             | [ 48 ] |
| 49        | 29 novembre  | 5 dicembre   | Ora che non ho più te           | Cesare Cremonini                           | 1             | [ 49 ] |
| 50        | 6 dicembre   | 12 dicembre  | Islanda                         | Pinguini Tattici Nucleari                  | 3             | [ 50 ] |
| 51        | 13 dicembre  | 19 dicembre  | Gli sbandati hanno perso        | Marracash                                  | 1             | [ 51 ] |
| 52        | 20 dicembre  | 26 dicembre  | All I Want for Christmas Is You | Mariah Carey                               | 7             | [ 52 ] |

Note
1. 1 2  Ha raggiunto il numero uno anche nel 2023
2. ↑  Ha raggiunto il numero uno anche nel 2020, 2021, 2022 e 2023

## Classifica fine anno
| Brano             | Artista/i              | Certificazione | Fonte  |
| ----------------- | ---------------------- | -------------- | ------ |
| Tuta gold         | Mahmood                | 5 Platino      | [ 53 ] |
| Come un tuono     | Rose Villain feat. Guè | 4 Platino      | [ 53 ] |
| I p' me, tu p' te | Geolier                | 4 Platino      | [ 53 ] |
| Sinceramente      | Annalisa               | 4 Platino      | [ 53 ] |
| 100 messaggi      | Lazza                  | 4 Platino      | [ 53 ] |
| Sesso e samba     | Tony Effe & Gaia       | 4 Platino      | [ 53 ] |
| L'ultima poesia   | Geolier & Ultimo       | 4 Platino      | [ 53 ] |
| La noia           | Angelina Mango         | 3 Platino      | [ 53 ] |
| 30°C              | Anna                   | 3 Platino      | [ 53 ] |
| Click boom!       | Rose Villain           | 3 Platino      | [ 53 ] |